# Astronotus ocellatus
El óscar, copaneca, carahuasú, acarahuazú, acarawasú o acara-acui[cita requerida]  (Astronotus ocellatus)  es una especie de pez de la familia de los cíclidos en el orden de los Perciformes. En Sudamérica, donde es endémico, se ofrece a la venta en el mercado local para alimentación humana. Sin embargo, su lento crecimiento limita su potencial para acuicultura. Es también un popular pez de acuario.
La especie fue descrita por Louis Agassiz en 1831 como Lobotes ocellatus, ya que supuso equivocadamente que se trataba de una especie marina; más tarde, la especie se asignó al género Astronotus.

## Etimología
Según el antropólogo peruano Alberto Chirif, los nombres acaraguasú, acarahuasú, acarahuazú, acarawasú, carahuasú, y demás variantes; tendrían un origen tupí-guaraní, probablemente del omagüino akarawasu, o del cocama akaratsu.

## Descripción
Se ha reportado que alcanza una longitud (SL) de 50 cm, y un peso de 1,6 kg. Las formas silvestres capturadas de esta especie son típicamente oscuras y coloreadas con manchas anilladas (u ocelos) anaranjadas en el pedúnculo caudal y en la aleta dorsal. Se ha  sugerido que tales ocelos funcionarían para limitar la mordedura de aletas por parte de las pirañas (Serrasalmus spp.) que comparten su distribución natural con A. ocellatus. Otros estudios sugieren que dichos ocelos podrían ser importantes en comunicación intraespecífica. La especie es también hábil en alterar rápidamente su coloración, una treta que facilita conductas rituales territoriales y de combate entre conespecíficos. Los juveniles A. ocellatus tienen diferente coloración de la de los adultos, y presentan franjas blancas y anaranjadas, y cabeza manchada.
Los acuaristas han logrado obtener una variedad albina de la especie

## Distribución y hábitat
A. ocellatus es nativo de Venezuela, Ecuador,Perú, Colombia, Brasil, Bolivia y Guayana Francesa, y habita en la cuenca del Amazonas, a lo largo del propio río Amazonas y los ríos Putumayo, Negro, Solimões y Ucayali, así como en los drenajes del Approuague y el Oyapoque. También en todos los ríos llaneros de Venezuela. En su ambiente natural, la especie típicamente se halla en hábitats de aguas limpias de lento movimiento, y se la aprecia escondida debajo de ramas sumergidas. Hay también poblaciones en China, el norte de Australia,, Panamá y Florida (Estados Unidos) como resultado del mercado de peces ornamentales. Esta especie se ve limitada en su distribución natural por su intolerancia a temperaturas del agua más frías: su límite inferior letal es de 12,9 °C.

## Dimorfismo sexual y reproducción

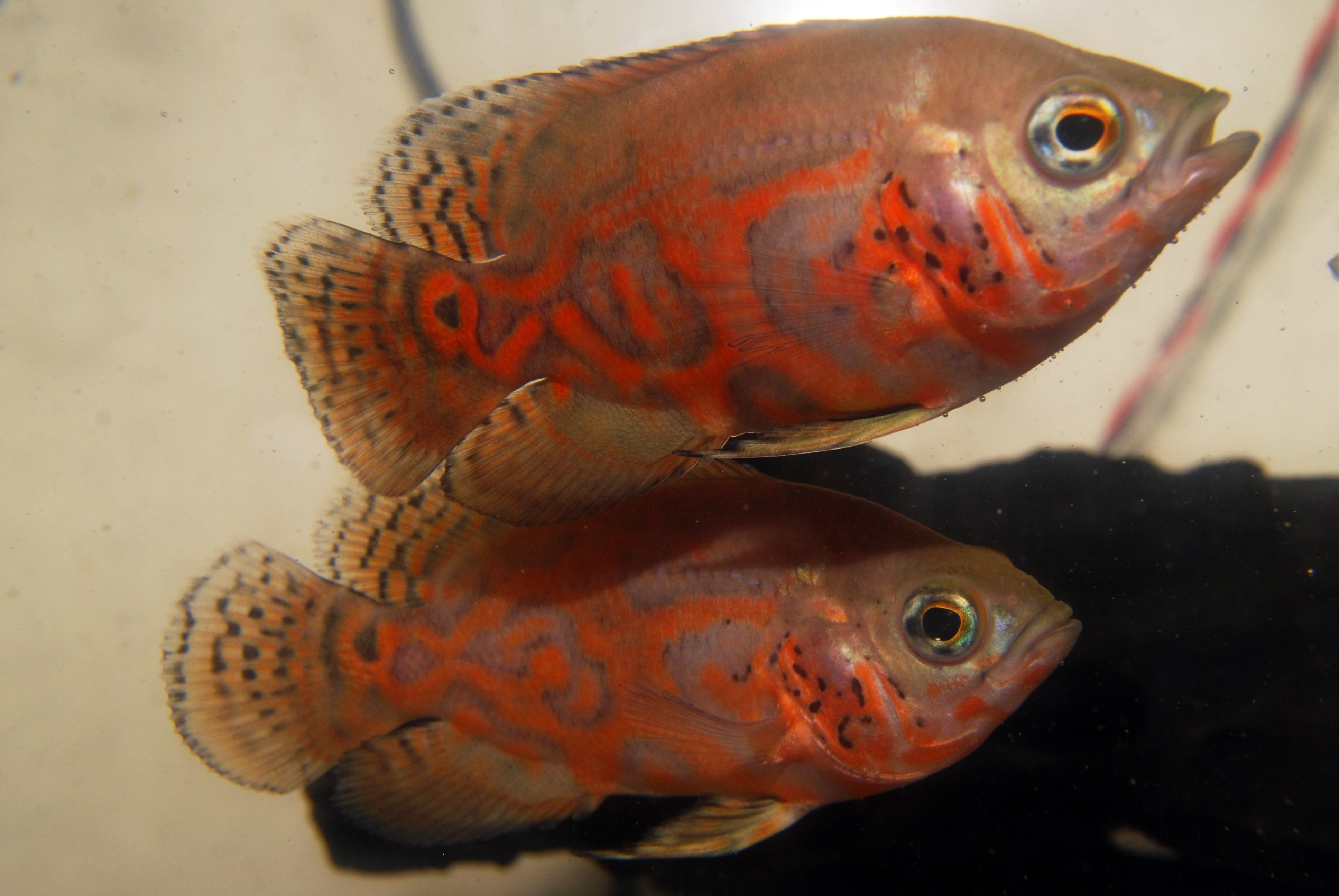
Ejemplares jóvenes

Aunque la especie es ampliamente reconocida como sexualmente monomórfica, se ha sugerido que el macho crece más rápidamente, y en algunas poblaciones naturales los machos poseen pintas negras en la base de la espina dorsal. La especie alcanza la madurez sexual con aproximadamente 1 año de edad, y continúa reproduciéndose durante 9 o 10 años. La frecuencia y tiempo de desove pueden estar relacionados con la ocurrencia de lluvia. A. ocellatus es un desovador biparental, aunque no existe información sobre su reproducción en la naturaleza. Se ha observado a su pariente cercano A. crassipinnis que, en momentos de peligro, protege su freza (o puesta) en su boca, como una conducta reminiscente del empollado bucal de los cíclidos Geophagus. Esta conducta no ha sido observada aún en A. ocellatus. En cautividad, la hembra selecciona y limpia una superficie, generalmente aplanada, horizontal o vertical, donde desova de 1.000 a 3.000 huevos. Como muchos cíclidos, A. ocellatus cuida de su puesta durante la incubación, aunque la duración y detalles de tal cuidado en la naturaleza permanece desconocido.

## Alimentación y presas
El examen del contenido estomacal de A. ocellatus, por Winemiller, en 1990, demostró que su dieta natural son insectos acuáticos y terrestres (comprenden más del 60% de su ingesta); además, consume pequeños peces, así como crustáceos. Muchos de los peces ingeridos por A. ocellatus eran peces gato relativamente sedentarios, incluidos Bunocephalus, Rineloricaria, Ochmacanthus. La especie usa un mecanismo de succión, generado por una extensión (protrusión) de mandíbulas, para capturar su presa, y se ha reportado que exhibe un comportamiento de “mímica de muerte”, yaciendo de costado al encontrarse en una situación estresante, de manera similar a Parachromis friedrichsthalii y a Nimbochromis livingstonii. La especie presenta un requerimiento elevado de vitamina C, desarrollando problemas de salud en su ausencia.

## Mejoramiento selectivo

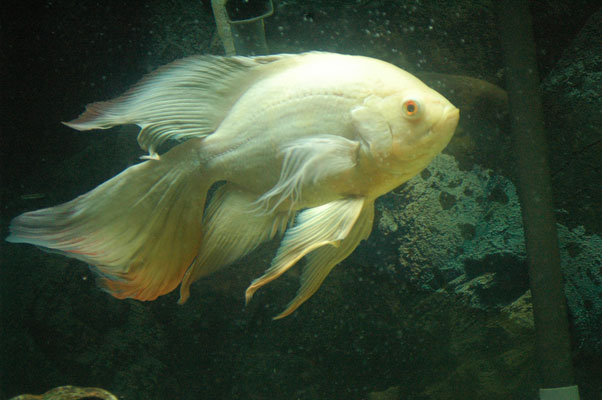
Un pavón copaneca leucístico.

Un número de variedades ornamentales de A. ocellatus se han desarrollado para la industria del acuario; incluyendo formas de tallas más grandes que los ejemplares de poblaciones naturales, y de mayor cantidad e intensidad de colores. Existen variedades albinas, leucísticas o xánticas. También se venden A. ocellatus con parches marmoleados de pigmentación roja; a estos ejemplares se les suele llamar “tigres rojos”; las razas con coloración completamente roja se venden frecuentemente bajo el nombre comercial de “rojos”. El patrón de pigmento rojo difiere entre los individuos. Un A. ocellatus del Reino Unido tiene marcas que recuerdan la palabra arábica para “Allah”. Recientemente, se han desarrollado variedades muy alargadas. También, la especie es ocasionalmente coloreada en forma artificial por un proceso conocido como pintado de peces.

## En el acuario
A. ocellatus es popular como mascota, y considerado como inteligente por los acuaristas. Esto es en parte porque aprende a asociar comida y dueños, y porque es capaz de reconocer a su dueño, de extraños.
A pesar de su gran tamaño, y de su naturaleza predadora, A. ocellatus es relativamente tranquilo en los acuarios, comparado con otros igualmente grandes.
A. ocellatus puede ser desenraizador de plantas, y mover objetos en acuarios, y está mejor mantenido en volúmenes de 200 a 600 L. A. ocellatus es relativamente tolerante a un amplio rango de química del agua de acuario, aunque por su gran tamaño y hábitos desordenados de alimentación necesita una eficiente instalación de filtrado en el acuario. A. ocellatus es de baja demanda de alimento en cautiverio, y acepta un rango de comida que incluirá piezas de pescado y alimento equilibrado para cíclidos. También tiende a saltar fuera del acuario si la altura del acuario es insuficiente.